# Rho Ophiuchi
Rho Ophiuchi (5 Ophiuchi) é uma estrela na direção da constelação de Ophiuchus. Possui uma ascensão reta de 16h 25m 35.12s e uma declinação de −23° 26′ 49.6″. Sua magnitude aparente é igual a 4.57. Considerando sua distância de 394 anos-luz em relação à Terra, sua magnitude absoluta é igual a −0.84. Pertence à classe espectral B2V.